# Kraftfahrzeug-Zulassungsbehörde

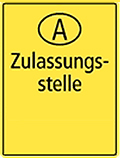
Typisches Schild einer österreichischen Kfz-Zulassungsstelle

Als Zulassungsstelle oder Kfz-Zulassungsbehörde wird in Deutschland und Österreich jene Zulassungsbehörde bezeichnet, die für die Ausstellung von Betriebserlaubnissen und andere relevante Dokumente sowie für die Zulassung von Kraftfahrzeugen zuständig ist. Kfz-Zulassungsbehörden gehören zum Aufgabenkreis des jeweiligen Straßenverkehrsamtes. Keine Zuständigkeit besteht unter anderem für Fahrzeuge des THW, der Bundeswehr, der Bundespolizei und der Bundeszollverwaltung.
Die Zulassungsstelle ist eine Behörde in den kreisfreien Städten bzw. den Kreis- oder Landratsämtern. Die Aufgaben werden in besonderen Fällen von bestimmten Städten bzw. von einem Kommunalverband besonderer Art wahrgenommen.
Unter dem Namen Strassenverkehrsamt existiert eine ähnliche Behörde in der Schweiz.

## Deutschland

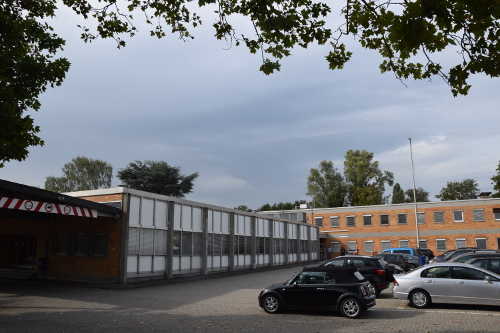
Zulassungsbehörde in Wiesbaden-Schierstein

In Deutschland werden die Zulassungsbehörden als Teil der Landkreise, Landratsämter, Gemeindeverbände und Gemeinden verwaltet. Es existieren insgesamt 706 Zulassungsstellen in Deutschland, davon sind 421 Hauptstellen und 279 Nebenstellen und 6 Polizeizulassungsbehörden. Die höchste Zahl an Zulassungsstellen findet sich mit 155 in Bayern, die niedrigste mit 2 (eine Haupt- und eine Nebenstelle) in Berlin. Das Kraftfahrt-Bundesamt führt ein Anschriftenverzeichnis der Zulassungsstellen.
Die Unterscheidung der Bezirke erfolgt durch sogenannte Unterscheidungszeichen nach § 9 Abs. 1 Fahrzeugzulassungsverordnung (FZV), die nicht immer den Anfangsbuchstaben der jeweiligen Gemeinden und Bezirke entsprechen. Jedem Bezirk ist zudem eine statistische Kennziffer der zuständigen Zulassungsbehörde (STBA-Nr.) zugeordnet, die vom Kreisschlüssel abgeleitet ist.
Wegen Verdachts auf Bestechungs- und Urkundendelikten bei Kfz-Zulassungen ließ die Staatsanwaltschaft München am 14. Dezember 2022 mehrere Zulassungs- und Prüfstellen durchsuchen. Mehrere Verdächtige hatten mutmaßlich ein Bestechungssystem aufgebaut, um für kriminelle Zwecke Zulassungsbescheinigungen und Kennzeichen zu erhalten. Die Ermittlungen begannen, als einem Mitarbeiter einer Zulassungsstelle Dokumente eines frisierten Wagens auffielen.

## Österreich
In Österreich wurden den privaten Kfz-Versicherungsgesellschaften die Kompetenzen von amtlichen Zulassungsstellen übertragen, darunter auch die Ausfolgerung von Kennzeichentafeln. Die Zulassungsstellen agieren hierbei als Behörde. Eine Zulassung des Kfz ist daher in jeder Zulassungsstelle im Zulassungsbezirk möglich – unabhängig vom Versicherer.
Die An-, Ab- und Ummeldung eines Kraftfahrzeuges ist die publikumsintensivste Aufgabe dieses Amtes. Je nach personeller und sachlicher Ausstattung kommt es hier häufig zu längeren Wartezeiten der Bürger. Bei vielen Ämtern kann man inzwischen im Internet sein Wunschkennzeichen gegen eine Zusatzgebühr reservieren lassen.
Für die Zulassung seines Fahrzeuges benötigt man in Österreich einen amtlichen Lichtbildausweis, einen Nachweis des Hauptwohnsitzes, eine Versicherungsbestätigung und einen Genehmigungsnachweis bzw. ein Genehmigungsdokument. Dieses Dokument kann bei erstmaliger Zulassung der Typenschein, eine Einzelgenehmigung oder ein Datenauszug aus der Genehmigungsdatenbank sein.
Bei Zulassung eines Gebrauchtwagens benötigt man ebenfalls ein Genehmigungsdokument sowie den Kaufvertrag. Zusätzlich benötigt man einen Überprüfungsbefund sofern das Auto älter als drei Jahre ist. Wenn das Kraftfahrzeug ein Eigenimport ist, benötigt man zusätzlich ein Genehmigungsdokument des Finanzamtes. Sollte eine andere Person als der Halter das Fahrzeug zulassen, muss man eine Vollmacht mit sich führen.
Um sein Fahrzeug bei der Zulassungsstelle außer Betrieb setzen zu lassen, benötigt man die Zulassungsbescheinigung Teil I (Fahrzeugschein), die Zulassungsbescheinigung Teil II (Fahrzeugbrief), die amtlichen Kraftfahrzeugkennzeichen sowie im Falle einer Verwertung des Fahrzeuges einen entsprechenden Nachweis einer Annahmestelle oder eines Verwerterbetriebs im Sinne der Altfahrzeug-Verordnung.